# 藤原芳秀

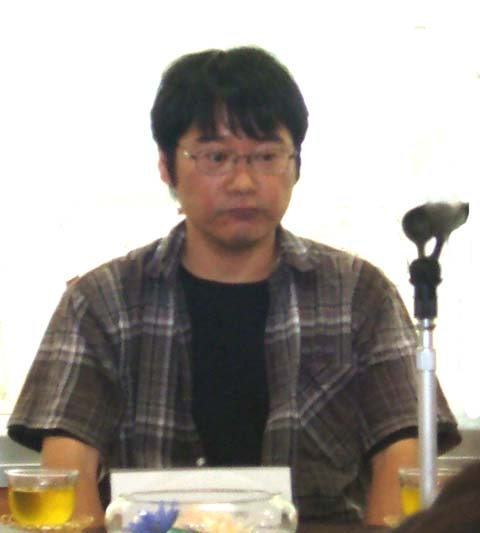
藤原芳秀

藤原芳秀（1966年6月13日—），日本男性漫畫家，鳥取縣八頭郡船岡町（今八頭町）出身。

## 經歷
1984年在鳥取縣立鳥取西工業高等學校（今鳥取縣立鳥取湖稜高等學校）就學中，以『魔利巢』入選小學館新人漫畫大賞。畢業後擔任過漫畫家池上遼一、本宮宏志的漫畫助手，1986年以『私立終點高校』出道。
代表作為『拳兒』、『JESUS』、『闇之盾』『曉之盾』。以傳承自老師的劇畫式畫風為特色。

## 作品
- 私立終點高校（原作・きむらはじめ）
- 拳兒（原作・松田隆智）
- JESUS（原作・七月鏡一）
- Dr.トゥモロウ（原作・七月鏡一）
- Virtua Fighter（原作・七月鏡一、小學館）
- 鐵漢男兒（原作・鍋田吉郎、週刊ヤングサンデー、小學館）
- 諸葛孔明傳（原作・瀨戶龍哉）
- 闇之盾（原作・七月鏡一）
- BUGS -捕食者之夏-（原作・七月鏡一）
- 曉之盾（原作・七月鏡一）
- JESUS 砂塵航路（原作・七月鏡一）